# Walter Eichhorn

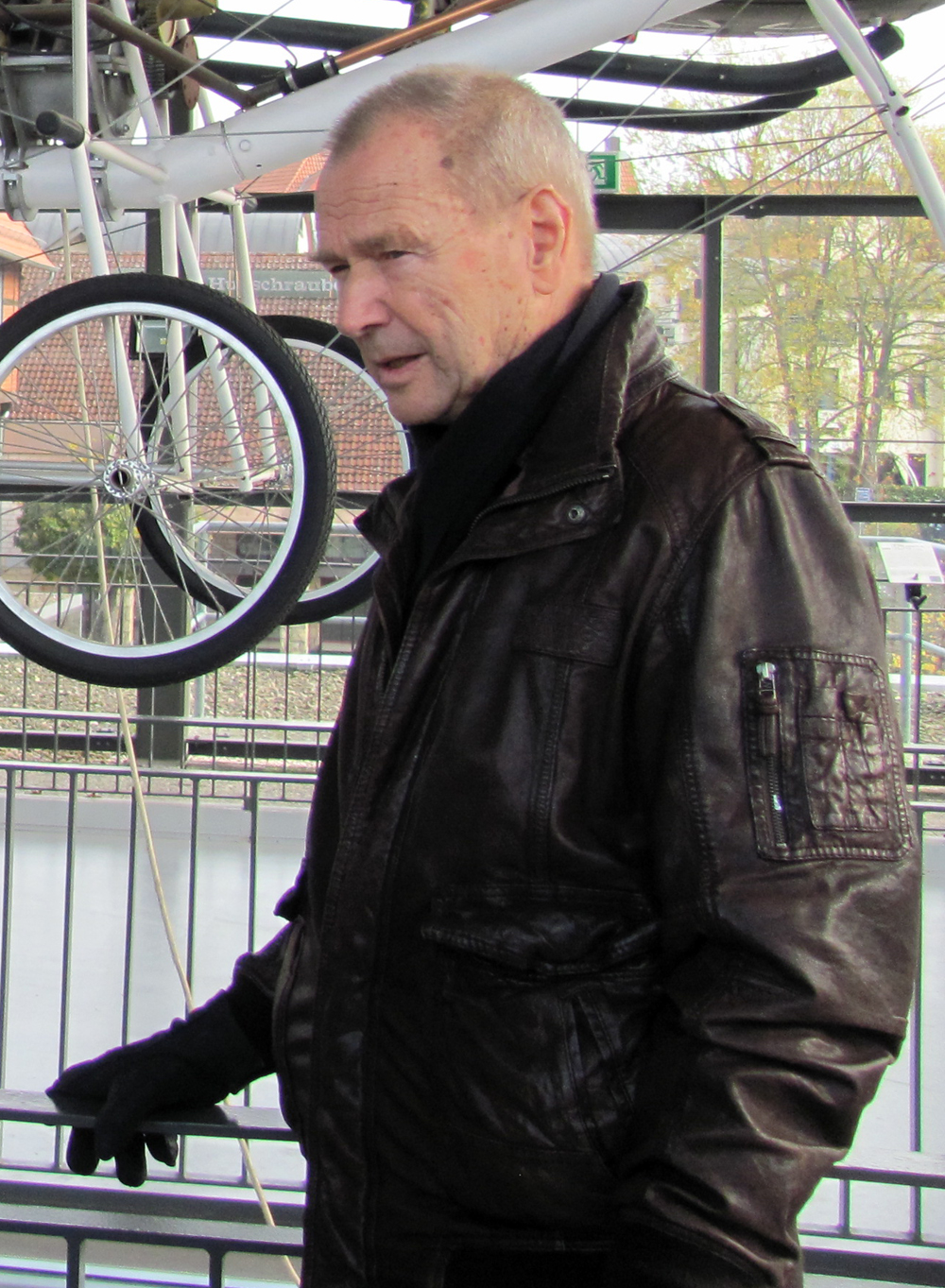
Walter Eichhorn im Hubschraubermuseum Bückeburg am 14. November 2017

Walter Fritz Eichhorn (* 20. Juli 1936 in Jever; † 25. Mai 2025 in Bad Camberg) war ein deutscher Flugkapitän, Testpilot, Fallschirmspringer und Kunstflugpilot.

## Jugend
Walter Eichhorn wuchs vor und während des Zweiten Weltkrieges in unmittelbarer Nachbarschaft des Fliegerhorstes Jever auf, wodurch bei ihm das Interesse für die Fliegerei geweckt wurde. Nach seiner Schulzeit absolvierte er eine Ausbildung zum Kfz-Mechaniker.

## Auswanderung nach Kanada
1955 wanderte Eichhorn nach Kanada aus. Er fand dort Arbeit als Lkw-Fahrer und erwarb die kanadische Mechaniker-Lizenz. Mit dieser Tätigkeit konnte er außer seinem Lebensunterhalt eine Flugausbildung sowie sogar die Anschaffung eines eigenen – gebrauchten – Flugzeuges – einer Fairchild PT-26 Cornell – finanzieren. In Kanada lernte er außerdem seine Frau kennen, die im selben Betrieb wie er arbeitete. Sie war – wie er selbst – eine deutsche Auswanderin. Außerdem begann er dort mit dem Fallschirmspringen. Im Jahr 1959 verkaufte er die Cornell und erwarb seine erste North American T-6, ursprünglich als Trainingsmaschine der Luftstreitkräfte der USA konzipiert. Vom Privat- zum Berufspiloten wurde Walter Eichhorn 1963 durch Ablegung der entsprechenden Prüfung. Trotz Annahme der kanadischen Staatsbürgerschaft, die für eine Tätigkeit als Berufspilot unabdingbar war, fand er in Kanada keine Anstellung als Verkehrsflugzeugführer.

## Zurück in Deutschland
Anlässlich eines Besuchs in der alten Heimat bewarb sich Eichhorn bei der Lufthansa zur Ausbildung zum Verkehrsflugzeugführer. Er wurde angenommen und absolvierte seine Ausbildung vorwiegend unter ehemaligen Piloten der Bundesluftwaffe. Die berufliche Fliegerei begleitete Walter Eichhorn von den Kolbenmotormaschinen wie der Convair CV-440 zu den Jets, wie der Boeing 727, dem Airbus A300, der McDonnell Douglas DC-10 bis hin zum Jumbo-Jet, der Boeing 747. Nach 30 Jahren Verkehrsfliegerei ging Eichhorn 1996 in den Ruhestand.

## Fallschirmsport
Eichhorn wurde während seiner Zeit in Kanada Absetzpilot der kanadischen Fallschirmspringer-Nationalmannschaft. In den 1960er Jahren war er vielfach in dieser Eigenschaft tätig. Später wurde er selbst aktiver Fallschirmspringer und leitete die deutsche Mannschaft im Formationsspringen. Diese Mannschaft brachte es Anfang der 1970er Jahre unter dem Namen Walters Vögel zu guten Platzierungen in der Weltmeisterschaft und bis zum Deutschen Meister.

## Die Messerschmitt Bf 109
Ab 1986 flog Walter Eichhorn für beinahe ein Vierteljahrhundert das berühmte deutsche Jagdflugzeug aus dem Zweiten Weltkrieg, die Messerschmitt Bf 109. Es handelte sich dabei um diverse Umbauten aus in Spanien nach dem Zweiten Weltkrieg weiter produzierten Maschinen, jedoch konnte er auch eine noch original aus der Zeit des Zweiten Weltkriegs aus deutscher Produktion stammende Maschine fliegen.
Insgesamt waren es sechs unterschiedliche Bf 109, die er geflogen hat.
Walter Eichhorn flog – natürlich für den Zuschauer nicht als Pilot erkennbar – diverse Messerschmitt Bf 109 unter anderem in der Fernsehserie Piece of Cake, außerdem im Kinofilm Memphis Belle. Für die Dreharbeiten zum Kinofilm Operation Walküre (mit Tom Cruise als Hitler-Attentäter Claus Schenk Graf von Stauffenberg) flog Eichhorn ebenfalls die Messerschmitt Bf 109.

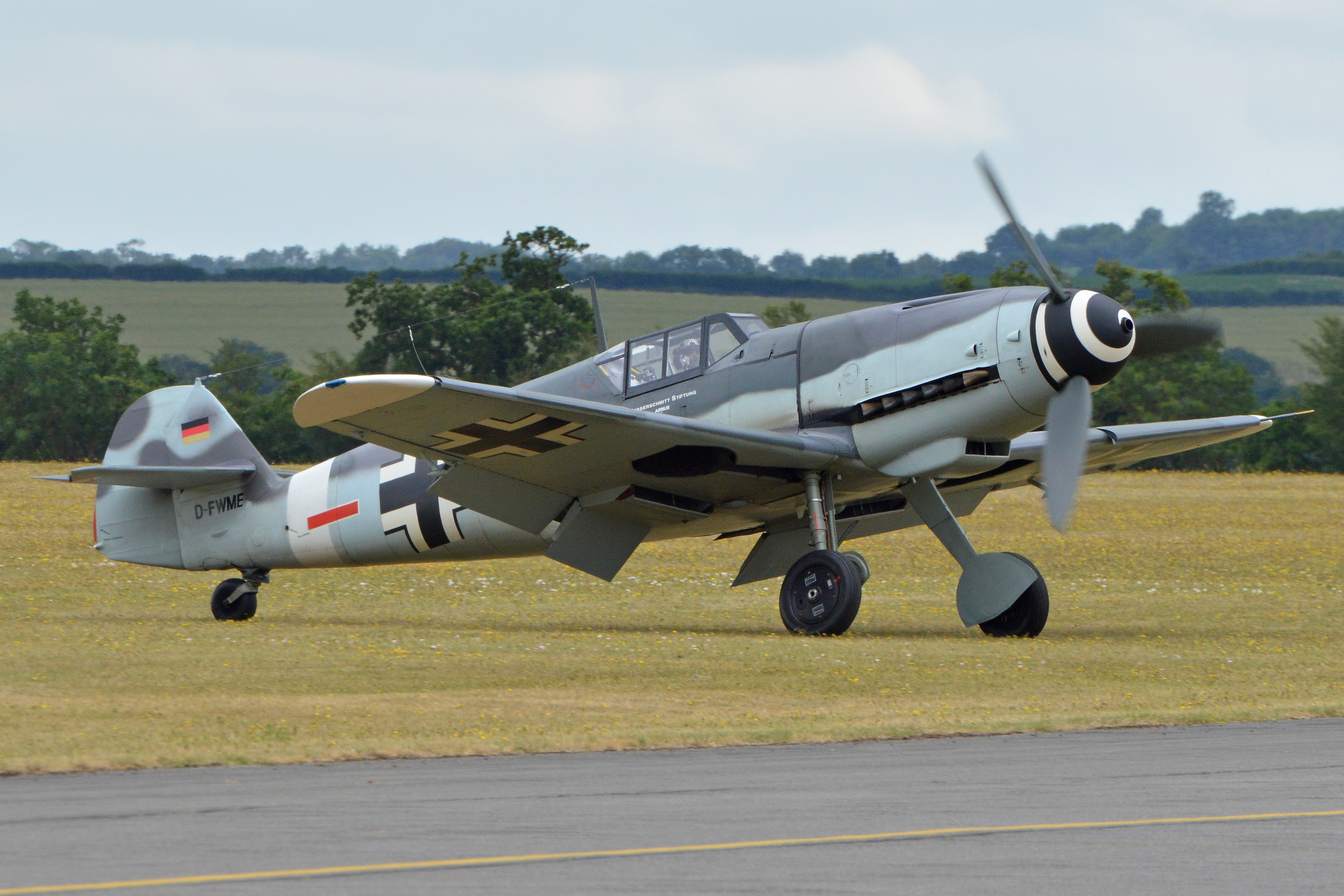
Messerschmitt Bf 109 G-4 „rote 7“, Kennzeichen D-FWME, im Eigentum der Messerschmitt Stiftung, eine auch von Walter Eichhorn geflogene Maschine

## Kunstflug und Airshows
Walter Eichhorn erwarb auch die Kunstfluglizenz, deren Erwerb noch Auswirkungen auf sein weiteres fliegerisches Leben haben sollte. Er wurde im Jahr 1980 Deutscher Meister in der Semiakrobatik in Dierdorf-Wienau.
1976 hatte sich Walter Eichhorn erneut eine North American T-6 gekauft. Diese Maschine – sie ist nur sechs Jahre jünger als er selbst – flog er 44 Jahre lang.
Im Jahr 2020 verkaufte er die Maschine an die Flying Bulls in Salzburg.
Gemeinsam mit seinem Sohn Toni, der in die Fußstapfen seines Vaters getreten ist, was die Fliegerei betrifft (auch beruflich), flog er lange Jahre gemeinsam mit zwei North American T-6 im Kunstflugduo „Vater & Sohn“ auf ungezählten Flugshows.

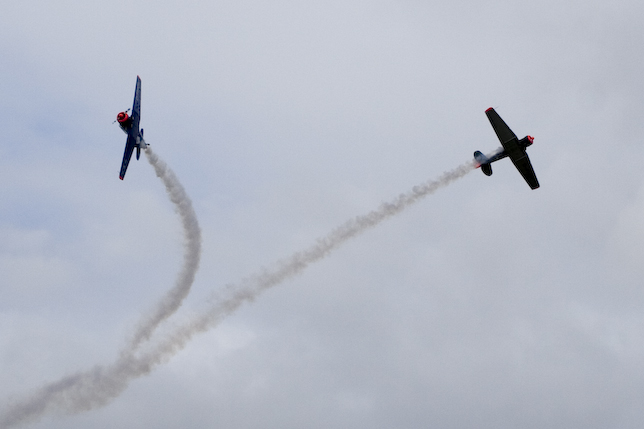
Walter und Toni Eichhorn mit ihren North American T-6

## Weitere fliegerische Aktivitäten
Die Möglichkeit, Ende der 1970er Jahre als Fluggast in einer Lockheed TF-104G Starfighter der Bundesluftwaffe mit zu fliegen, schlug sich Jahre später im Erwerb eines eigenen Jets nieder. Anfang des neuen Jahrtausends erwarb er einen ehemaligen Strahltrainer des früheren Ostblocks, eine Aero L-29 Delfin. Danach folgte eine Soko G 2a Galeb aus ehemals jugoslawischer Produktion und danach noch einmal eine Aero L-29 Delfin, allerdings mit einem stärkeren Triebwerk ausgestattet.
Die Traditionsmaschine der Lufthansa, die Junkers Ju 52/3m D-AQUI, wurde ab 1986 – nachdem sie umfangreich restauriert worden war – für Passagierflüge eingesetzt. Walter Eichhorn flog sie von da an 15 Jahre lang.

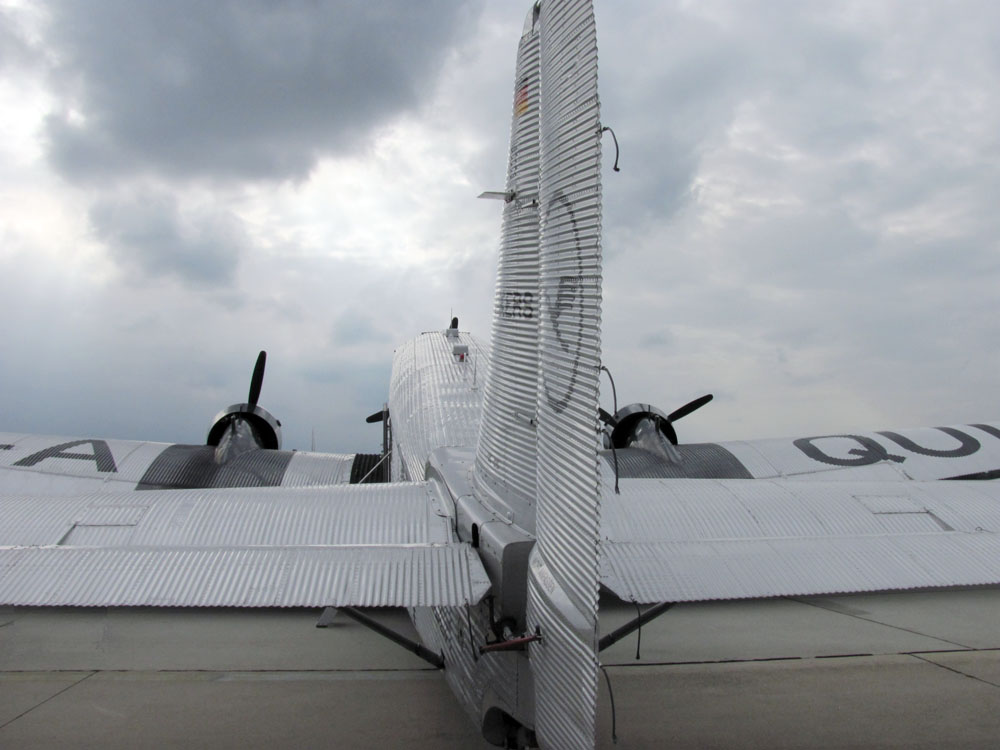
Die Traditionsmaschine der Lufthansa, die Junkers Ju 52 „D-AQUI“, flog Walter Eichhorn 15 Jahre

## Würdigung der fliegerischen Tätigkeit
Im Jahr 2018 wurde Walter Eichhorn Mitglied der Living Legends of Aviation, einem exklusiven Kreis von lediglich 103 Stars der Weltluftfahrt. Zur gleichen Zeit wurde Eichhorn mit dem Bob Hoover Freedom of Flight-Award ausgezeichnet, der von der 2016 verstorbenen amerikanischen Test- und Kunstfluglegende Bob Hoover gestiftet wurde.
Am 12. Februar 2021 wurde Walter Eichhorn in Würdigung seiner Verdienste um die Luft- und Raumfahrt in die Traditionsgemeinschaft Alte Adler e. V. aufgenommen.
Der Flughafen Siegerland weihte am 6. Oktober 2023 eine neue Flugzeughalle ein. Im Rahmen dieses festlichen Ereignisses wurde diese, in Anwesenheit des Namensgebers, mit dem Namen Walter-Eichhorn-Halle versehen. Damit wurde sein langjähriges fliegerisches Engagement und die enge Verbundenheit zum Flughafen Siegerland gewürdigt.

## Fliegerische Bilanz
Rund 60 verschiedene Flugzeugmuster hat Walter Eichhorn in seinem Flugbuch verzeichnet, von der Einmotorigen bis zum Jumbo-Jet. Sämtliche Flüge von Walter Eichhorn summieren sich auf eine Gesamtflugzeit von über 20.000 Flugstunden. Hinzu kommen noch ca. 2.000 Fallschirmsprünge.
Walter Eichhorn war viele Jahre bei der Flugsportgruppe Elz e. V. als Vereinsmitglied fliegerisch beheimatet und wurde 2019 zum Ehrenmitglied ernannt.
Bis zuletzt war Walter Eichhorn fliegerisch aktiv.

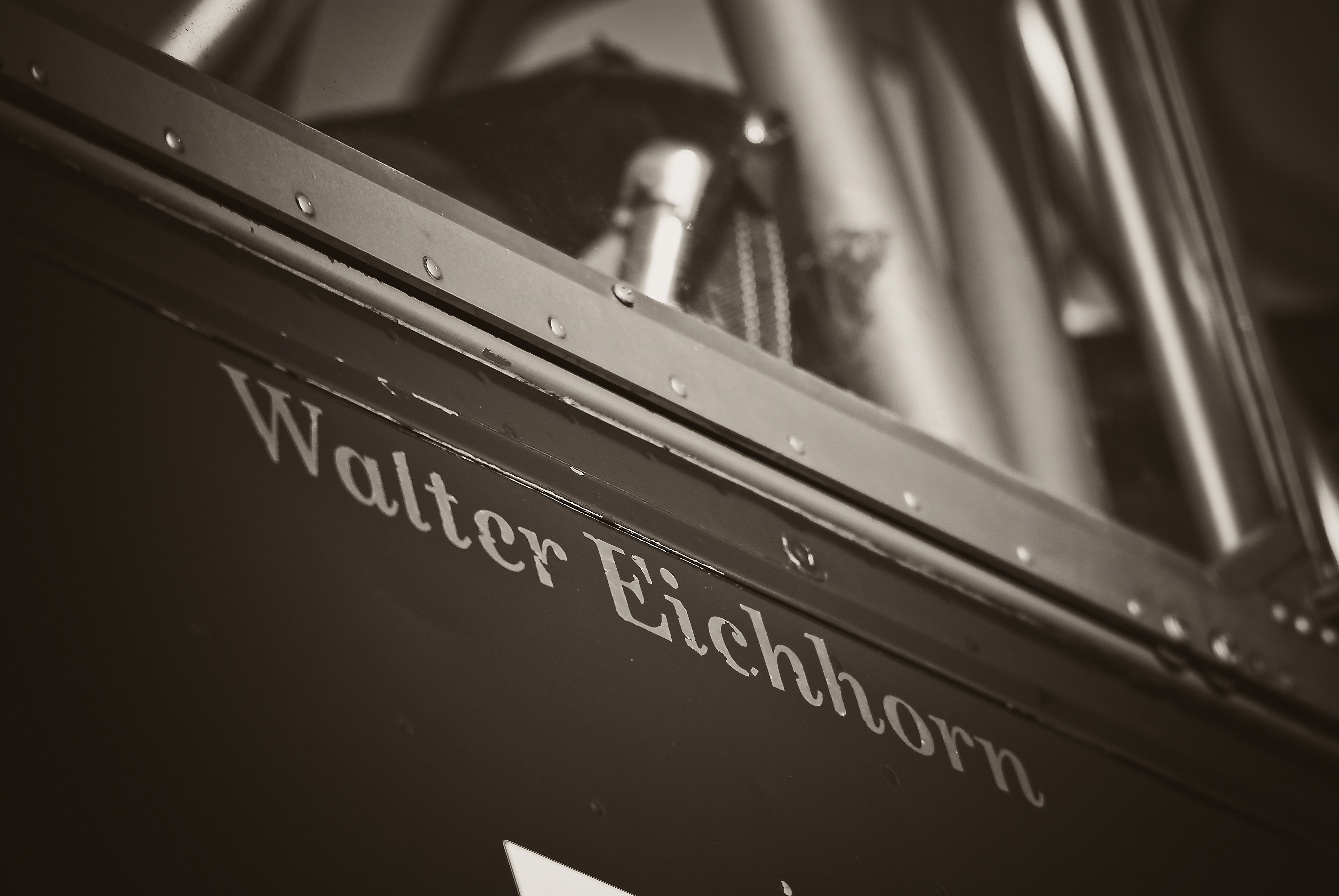
Schriftzug „Walter Eichhorn“ auf seiner North American T-6

## Schriften
- 36.000 Stunden am Himmel: Die Geschichte von Walter Eichhorn und Toni Eichhorn – Frankfurt am Main, 2017,  ISBN 978-3-000588-60-0